# Дом учёных (Пущино)
Дом учёных города Пущино — учреждение культуры Пущинского научного центра РАН.

## История
Открыт в 1967 году. 
Председателями Совета Дома учёных были: Шехман, д.б.н. Громова, А. А. Замятнин, д.б.н. Л. А. Головлева, А. А. Азарашвили, к.т. н. К. И. Агладзе, чл.-корр. АН СССР (РАН) Г. Р. Иваницкий и Л. М. Чайлахян, д.б.н. А.В. Куликов.
7 декабря 2010 года Дом учёных города Пущино серьезно пострадал от пожара. Сбор средств на восстановление Дома вызвал большой отклик

## Устройство
Располагает Большим залом на 272 места, Большой гостиной на 70 мест, Каминным залом на 60 мест, Залом коллекции на 30 мест и Малой гостиной на 20 мест.
Большой зал используется для проведения общих собраний, симпозиумов, концертов, театральных представлений, для публичных выступлений представителей науки, культуры, искусства. В зале оборудована сцена, имеется концертный рояль.
Большая гостиная служит для проведения лекций, семинаров, встреч с научными и политическими деятелями, мини-конференций, литературных вечеров, клубных мероприятий.
В Каминном зале проходят камерные и органные концерты.
В Зале коллекции устраиваются встречи с художниками, лекции по искусству. В свободном доступе имеются книги и альбомы по изобразительному искусству.
В фойе Дома учёных расположен Выставочный зал.

## Основные виды деятельности
- научно-общественная[6],[7]
- культурно-просветительская,
- концертная[8],
- театральная,
- выставочная[9],
- развитие самодеятельного творчества,
- спортивно-оздоровительная.

в библиотечном фонде Дома имеются подписные издания на 2008—2009 год: журналы «Природа», «Химия и Жизнь», «Вокруг света»; газеты: «Новая газета», «Независимая газета», «Литературная газета», «Поиск».
Дом учёных — одно из центральных мест празднования Дня Победы. Здесь проходит празднование Дня защиты детей

## Секции
- Хор русский песни
- Вокальная студия
- Вокальный ансамбль «Академия»
- Театр «Музыкальная академия»
- Школа танцев
- Киноклуб
- Оперный клуб
- Фотоклуб
- Теннисная секция

## Состоявшиеся мероприятия
- Первая персональная выставка фотохудожника Анатолия Кирилловича Кулакова (1976)[12].
- Фестивали ансамблей авторской песни, г. Пущино, концерты в Доме учёных,
- Выставка режиссёра «Союзмультфильма» Инессы Ковалевской (2012)[13]
- Выставка протвинского художника Фёдора Помелова[14]
- Выступление норвежского пианиста Эйнара Стин-Ноклеберга (апрель 2011)[15]
- Концерт группы «Баклуши-beat» 30 ноября 2011 г. , вечер[16]
- Концертный сезон 45 года работы Дома откроет ансамбль «Лойко»[17].
- Концерт Заслуженного артиста России скрипача Алексея Лундина
- Выставка фотожурналиста Штефана Тезарека (Австрия)[18],
- Фестиваль "Формула гармонии" от "Виртуозов Москвы",
- Органный фестиваль "Звёзды над Окой".